# Ponerorchis puberula
Ponerorchis puberula là một loài thực vật có hoa trong họ Lan. Loài này được (King & Pantl.) Verm. miêu tả khoa học đầu tiên năm 1972.